# Kleine rietrat
De kleine rietrat (Thryonomys gregorianus)  is een zoogdier uit de familie van de rietratten (Thryonomyidae). De wetenschappelijke naam van de soort werd voor het eerst geldig gepubliceerd door Thomas in 1894.

## Voorkomen
De soort komt voor in Kameroen, Tsjaad, Congo-Kinshasa, Ethiopië, Kenia, Malawi, Soedan, Tanzania, Oeganda, Zambia en Zimbabwe.